# Pannecières

Pannecières este o comună în departamentul Loiret din centrul Franței. În 1 ianuarie 2022 avea o populație de 116 de locuitori.